# イラクにおける人道復興支援活動及び安全確保支援活動の実施に関する特別措置法
イラクにおける人道復興支援活動及び安全確保支援活動の実施に関する特別措置法（イラクにおけるじんどうふっこうしえんかつどうおよびあんぜんかくほしえんかつどうのじっしにかんするとくべつそちほう、平成15年8月1日法律第137号）は、イラク戦争後のイラクの非戦闘地域で、積極的に人道復興支援活動・安全確保支援活動を行うことに関する法律である。特別措置法。
4年間の時限立法として2003年7月26日未明に成立し、2003年（平成15年）8月1日に公布された。2007年7月の期限切れを2年延長することを2007年3月30日の閣議で決定した。イラク特措法とも呼ばれる。
2009年7月、延長期限切れで失効。

## 目的
この法律は、イラク特別事態（国際連合安全保障理事会決議第六百七十八号、第六百八十七号及び第千四百四十一号並びにこれらに関連する同理事会決議に基づき国際連合加盟国によりイラクに対して行われた武力行使並びにこれに引き続く事態をいう。以下同じ。）を受けて、国家の速やかな再建を図るためにイラクにおいて行われている国民生活の安定と向上、民主的な手段による統治組織の設立等に向けたイラクの国民による自主的な努力を支援し、及び促進しようとする国際社会の取組に関し、我が国がこれに主体的かつ積極的に寄与するため、国際連合安全保障理事会決議第千四百八十三号を踏まえ、人道復興支援活動及び安全確保支援活動を行うこととし、もってイラクの国家の再建を通じて我が国を含む国際社会の平和及び安全の確保に資することを目的とする（1条）。

## 適用上の問題点
この法律を巡る国会審議では戦闘地域と非戦闘地域の区分が議論されたが、そもそも「戦闘行為」が「国際的な武力紛争」と定義されている点も問題であると指摘される（詳しい定義は非戦闘地域の項目を参照）。政府は国際的な武力紛争は「国あるいは国に準ずるもの」間の武力行使であると答弁した（2003年7月4日衆議院特別委）。また、当時の首相である小泉純一郎は「どこが戦闘地域でどこがそうでない地域かなど私に分かるわけがない。この法律に関して言えば、自衛隊がいられるところが非戦闘地域」という答弁を行った。
この答弁の解釈を適用するならば「自衛隊が活動可能なため戦闘地域ではない」となり、自衛隊が内戦や紛争が行われている地域へ派遣される口実となると指摘する意見がある。その後、海賊への対処を理由に自衛隊初の海外拠点がジブチに設置された(ジブチ共和国における自衛隊拠点を参照)。2007年10月には民主党は、自衛隊イラク派遣を終了させることを目的として「イラク復興支援特別措置法廃止法案」を参議院で提出している。
また、2008年4月17日に名古屋高等裁判所青山邦夫裁判長は、自衛隊イラク派遣についての違憲の確認と派遣の差し止め及び損害賠償を求めた原告と国の争訟において、傍論として「航空自衛隊部隊が多国籍軍兵士をバグダッドに輸送している事に鑑み、“戦闘地域での活動”が認められる。他国による武力行使と一体化した行動で、自らも武力の行使を行ったとの評価を受けざるを得ず、武力行使を禁じたイラク特措法に違反し、日本国憲法第9条に違反する活動を含んでいる」という趣旨の見解を示した。この結果、主文において原告敗訴を判決するものであったにもかかわらず原告側が実質的な勝訴として上告しなかったため、翌月5月3日に同判決は確定した。